# 최적 제어
최적 제어(optimal control) 이론은 목적 함수가 최적화되도록 일정 기간 동안 동역학계에 대한 제어를 찾는 제어이론의 한 분야이다. 과학, 공학 및 운영 연구 분야에 수많은 응용 프로그램이 있다. 예를 들어, 동역학계는 로켓 추진기에 해당하는 제어 장치를 갖춘 우주선일 수 있으며, 목표는 최소한의 연료 소비로 달에 도달하는 것일 수 있다. 또는 동역학계는 실업을 최소화하는 것을 목표로 하는 국가 경제일 수도 있다. 이 경우 통제는 재정 및 통화 정책일 수 있다. 최적 제어 이론의 틀 내에 운영 연구 문제를 포함시키기 위해 동역학계가 도입될 수도 있다.
최적 제어는 변동 계산의 확장이며 제어 정책을 도출하기 위한 수학적 최적화 방법이다. 이 방법은 주로 에드워드 J. 맥셰인(Edward J. McShane)의 변분학에 기여한 이후 1950년대 레프 폰트랴긴과 리처드 E. 벨먼의 작업에 기인한다. 최적 제어는 제어이론에서 제어 전략으로 볼 수 있다.

## 같이 보기
- 최단시간 곡선
- 동적 계획법
- 칼만 필터
- PID 제어기